# Anna Proletářka
Pour plus de détails, voir Fiche technique et Distribution.
Anna Proletářka est un film tchécoslovaque réalisé par Karel Steklý, sorti en 1953. 
Inspiré du roman du même nom d'Ivan Olbracht, publié en 1928, le film décrit la vie prolétarienne dans la Tchécoslovaquie nouvellement indépendante après la Première Guerre mondiale. Tourné à Osek et à Prague, il est sorti le 20 février 1953. 

## Fiche technique
- Titre : Anna Proletářka
- Réalisation :	Karel Steklý
- Assistant-réalisateur : Jaroslav Balík, Vlastimil Fiala, Anna Kohoutová
- Scénario :  Karel Steklý d'après le roman d'Ivan Olbracht
- Photographie : Rudolf Stahl
- Montage : Jirina Lukesová
- Musique : Jan Seidel (cs)
- Chef d'orchestre : Otakar Parik à la tête du Filmový Symfonický Orchestr
- Direction artistique : Bohuslav Kulic
- Décors :
- Costumes : Vlastimil Hofman
- Son : Emanuel Formánek
- Producteur : Zdenek Oves
- Producteur associé : Vlastimil Marsalek
- Société de production : Československý státní film
- Société de distribution : Rozdelovna Filmu Ceskoslovenského Státního Filmu
- Pays d'origine :  Tchécoslovaquie
- Langue de tournage : Tchèque
- Format : Noir et blanc — Son : Mono
- Genre : Film dramatique
- Durée : 140 minutes (2 h 20)
- Dates de sortie :
  -  Tchécoslovaquie : 20 février 1953
  -  Hongrie : 20 août 1953
  -  Union soviétique : 14 septembre 1953
  -  Suède : 28 octobre 1953

## Distribution
- Marie Tomášová : Anna
- Josef Bek (en) : Toník
- Jana Dítětová (en) : Máňa
- Bořivoj Křístek : Bohouš
- Bedřich Karen (cs) : Rubeš
- Jarmila Májová : Rubešová
- Libuše Pospíšilová : Dadla
- Oldřich Velen (en) : Dr Houra
- Vítězslav Vejrazka : Jandák
- Saša Lichý : Jarouš
- Martin Růžek (en) : Podhradský
- František Vnouček : Tusar
- Karel Máj : Habrman
- Theodor Pištěk : Němec